# Атака титанов (фильм)
«Атака титанов» (яп. 進撃の巨人) — японский художественный фильм, выпущенный на основе манги Хадзимэ Исаямы «Атака на титанов». Фильм разделён на две части, первая часть выпущена в Японии 1 августа 2015 года, а вторая часть под названием «Атака титанов: Конец света» (яп. 進撃の巨人 エンド オブ ザ ワールド Shingeki no Kyojin: Endo obu za Wārudo) — 19 сентября 2015 года.

## Сюжет

### «Атака титанов: Жестокий мир»
Сотни лет назад самым страшным кошмаром людей были Титаны, появившиеся неизвестно откуда. Человечество было для исполинов всего лишь кормом. Когда люди возвели вокруг своих городов стены Мария, Роза и Сина, жизнь изменилась — в ней появились покой и беззаботность. Как оказалось, лишь на время.
Главные герои: Эрен Йегер, Микаса Аккерман, Армин Арлерт — первые, кто встретили Колосса — гигантского титана, что ударом ноги проделал дыру в стене, в которую проникли гиганты, век жаждавшие крови. Эрен теряет Микасу, которая, защищая младенца, осталась один на один с Титаном.
Армин и Эрен ушли к стене Роза и через два года вступают в армию (Разведывательный корпус), бойцы которой могут убивать титанов с помощью устройства пространственного маневрирования (УПМ).
Разведчики совместно с солдатами военной полиции во главе которых стоит генерал Кубал, отправились через занятые титанами районы к стене Мария, чтобы заделать дыру, пробитую Колоссом. Они делают остановку, в это время на них нападают титаны. Генерал с полицейскими уезжают на машинах, бросив остальных, включая Эрена, но брошенных спасают опытные бойцы капитан Сикисима и Микаса (подруга Эрена, пропавшая при вторжении титанов). Эрен узнает, что Микаса теперь живёт с Сикисимой. Это сильно расстроило его и он начинает кричать рядом с лагерем, желая нападения на лагерь титанов, что в итоге и случилось. В процессе боя солдат с титанами появляются террористы, которые пытаются похитить взрывчатку. В итоге взрывчатка была потеряна.
Во время боя титан попытался сожрать Армина, но Эрен прыгнул в рот титана, выкинул оттуда Армина, но сам был проглочен титаном. Однако в животе чудовища он открыл в себе возможность превращаться в титана. Сделав это, он убил многих титанов, заставив остальных уйти, далее он атаковал людей, но при виде Микасы обратно превратился в человека.

### «Атака титанов: Конец света»
Разведчики и солдаты вернулись за стену Роза. Способность Эрена превращаться в титана стала причиной того, что его хотели расстрелять по приказу Кубала. Однако внезапно стену проламывает Бронированный титан, он похищает Эрена и уходит. Эрен оказывается с капитаном Сикимой, который рассказывает ему, что титаны были созданы людьми для того, чтобы использовать их, как оружие, но эксперимент по созданию титанов вышел из под контроля, титанов стало очень много и люди были вытеснены в земли за стенами.
Эрен, Сикисима и его вооруженные боевики (разведотряд, о гибели которых Сикисима солгал командованию) приехали к стене Роза, туда же прибыли оставшиеся солдаты разведкорпуса, включая Армина и Микасу. Там Сикисима заявил, что собирается пробить остальные стены с помощью старой ракеты. Эрен и разведчики попытались ему помешать, что заставило Сикисиму превратиться в Бронированного титана, Эрен также превратился в титана и победил Бронированного, вспомнив, после крика разведчика Жана, прием, использованный в драке.
Солдаты собрались заделывать дыру в стене, но приходит Колосс которым оказывается сам генерал, собравшийся им помешать. Появляется и оставшийся в живых Сикисима, но после разговора с Микасой он решает помочь солдатам. Он превратился в Бронированного титана и взорвал старую ракету во рту у Колосса, от этого погиб и человек, превратившийся в этого титана (человек, превратившийся в титана, находился в шее у титана), а также и сам Сикисима. После смерти Колосса возникает взрыв, вызванный реакцией выделенных элементов; этот взрыв обрушил часть стены над дырой, образовав завал, который был выше, чем титаны, что лишило их возможности проходить за стену. Эрен и Микаса увидели море за стеной.

## Актёры
- Харума Миура — Эрен Йегер[2]
- Кико Мидзухара — Микаса Аккерман[2]
- Каната Хонго — Армин Арлерт[2]
- Хироки Хасэгава — Сикисима[2]
- Такахиро Миура — Жан Кирштейн[2]
- Нанами Сакураба — Саша Брауз[2]
- Сатору Мацуо — Саннаги[2]
- Сю Ватанабэ — Фукуси[3]
- Аямэ Мисаки — Хиана[3]
- Рина Такеда — Лил[3]
- Сатоми Исихара — Ханджи[2]
- Пьер Таки — Соуда солдат Гарнизона[2]
- Дзюн Кунимура — генерал Кубал[2]

## Производство

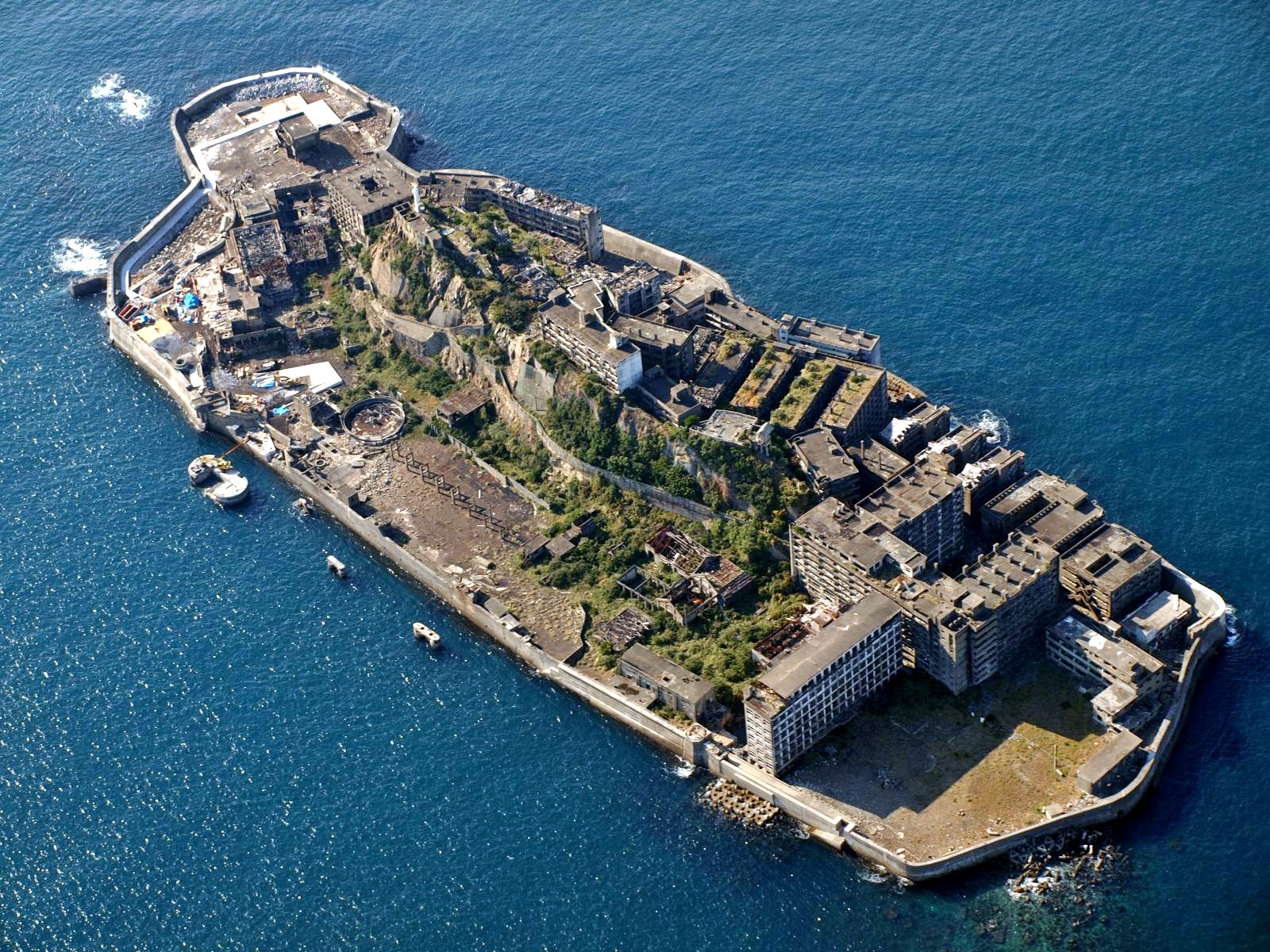
Остров Хасима, на котором происходили основные съемки

Создание фильма началось в 2011 году. В декабре того же года стало известно о том, что это будет боевик. В декабре 2012 года Т. Накасима покинул пост директора из-за творческих разногласий по съемкам. В декабре 2013 года режиссером фильма стал Синдзи Хигури. Основные съемки начались в 2014 году. Большая часть съемок была произведена на острове Хасима. В апреле стала известна основная часть актерского состава. В июле стало известно то, что у фильма будет два эпизода.
Рост титанов создатели фильма воссоздали за счет комбинированных съемок.
Фильм сильно отличается от манги, на основе которой был выпущен. В частности, создатели фильма не включили в него некоторых персонажей из манги, а также добавили семь персонажей, которые в манге не фигурируют. В то же время персонажи, которые были и в манге, претерпели существенные изменения в фильме.

## Сборы
Кассовые сборы первой части картины составили 30,8 млн. дол.,а второй — 15,2 млн. дол., что в общей сложности составляет 46 млн. долларов.

## Оценки и критика
Фильм подвергся критике из-за отличий от манги, на основе которой был снят. Помимо этого, объектом критики стала музыка, использованная в фильме. Еще была выдвинута критика спецэффектов, которые считались не соответствующими голливудским стандартам. Создатели фильма ответили на это тем, что сравнение с Голливудом неуместно, учитывая разные бюджеты фильмов. Вместе с тем, фильм хвалили, как оригинальный и хороший фильм в жанре фэнтези / ужасы.
Японский сайт «Super Movie Criticism» дал плохие отзывы о первой части, оценив ее в 40 баллов из 100. Негативные отзывы первой части предоставил и японский сайт «Yahoo», дав ей 2,21 звезды из 5.
На Rotten Tomatoes первая часть фильма получила смешанный отзыв — 47 % на основе 15 рецензий критиков со средней оценкой 6,30 из 10. Вторая часть была оценена на 50 % с учётом 8 обзоров, средний балл — 6 из 10.
Положительно оценил фильм англоязычный сайт «Anime News Network»: «Выдающаяся и захватывающая эстетика, в отличие от любого другого фильма ужасов, стремительный темп и захватывающее начало до конца, четкий сценарий с тяжелыми тематическими оттенками, полностью соответствует своему собственному произведению искусства, отделенному от исходного материала».
Российский интернет-портал «Film.ru» раскритиковал первую часть, описав её как «нелепейшая киноэкранизация популярного японского комикса о войне людей с гигантскими человекоподобными чудовищами». Из отрицательных моментов приводится то, что персонажи фильма хуже, чем они были в аниме. Выдвинута критика игры актеров, а диалоги названы «неуклюжими». Отмечается то, что фильм снят в жанре ужасов, но попытки нагнать жути явно неудачные, т. к. титаны не являются страшными. Из положительных моментов приводится то, что хорошо реализованы сцены боев с титанами «с отнюдь не голливудским спецэффектным бюджетом». Вторую часть данный интернет-портал посчитал ещё хуже первой. Сюжет второй части критикуется за присутствующую в нём неправдоподобность. Согласно данному интернет-порталу, вторая часть «сперва раздражает кошмарными диалогами, а затем разочаровывает кульминационными битвами». Также отмечено то, что во второй части присутствуют многие недостатки первой.